# Koslow-Nunatakker
Die Koslow-Nunatakker (russisch Гори Козлова Gori Koslowa) sind eine Gruppe von Nunatakkern im ostantarktischen Enderbyland. In den Tula Mountains ragen sie 13 km nördlich des Mount Parviainen auf.
Geologen einer von 1961 bis 1962 durchgeführten sowjetischen Antarktisexpedition besuchten und benannten sie. Namensgeber ist der sowjetische Pilot Matwei Iljitsch Koslow (1902–1981).